# R.A. Salvatore
R.A. Salvatore, właśc. Robert Anthony Salvatore (ur. 20 stycznia 1959 w Leominster, Massachusetts) – amerykański pisarz science-fiction i fantasy znany przede wszystkim z powieści osadzonych w świecie Forgotten Realms i Gwiezdnych wojen. Wykreował jedną z najbardziej znanych postaci literatury fantasy, Drizzta Do’Urdena, poszukującego lepszego życia mrocznego elfa. R.A. Salvatore jest jednym z najbardziej płodnych pisarzy gatunku, jest również współtwórcą świata Zapomnianych Krain, jednego z najpopularniejszych uniwersów literatury fantasy i gier fabularnych.
Studiował na uniwersytecie w Fitchburgu. Zainteresował się fantastyką po przeczytaniu Władcy Pierścieni.

## Twórczość

### Zapomniane Krainy

#### Według kolejności wydawania serii
- Trylogia Doliny Lodowego Wichru
  - 1988 Kryształowy relikt (The Crystal Shard), wyd. w języku polskim w 1998 roku.
  - 1989 Strumienie srebra (Streams of Silver), wyd. w języku polskim w 1998 roku.
  - 1990 Klejnot Halflinga (The Halfling's Gem), wyd. w języku polskim w 1998 roku.
- Trylogia Mrocznego Elfa
  - 1990 Ojczyzna (Homeland), wyd. w języku polskim w 1999 roku.
  - 1990 Wygnanie (Exile), wyd. w języku polskim w 2000 roku.
  - 1991 Nowy Dom (Sojourn), wyd. w języku polskim w 2000 roku.
- Pięcioksiąg Cadderly’ego
  - 1991 Kantyczka (Canticle), wyd. w języku polskim w 1995 roku.
  - 1992 Mroki puszczy (In Sylvan Shadows), wyd. w języku polskim w 1995 roku.
  - 1992 Nocne Maski (Night Masks), wyd. w języku polskim w 1997 roku.
  - 1993 Zdobyta Forteca (The Fallen Fortress), wyd. w języku polskim w 1997 roku.
  - 1994 Klątwa chaosu (The Chaos Curse), wyd. w języku polskim w 1997 roku.
- Tetralogia Dziedzictwo Mrocznego Elfa
  - 1992 Dziedzictwo (The Legacy), wyd. w języku polskim w 2001 roku.
  - 1993 Bezgwiezdna noc (Starless Night), wyd. w języku polskim w 2001 roku.
  - 1994 Mroczne oblężenie (Siege of Darkness), wyd. w języku polskim w 2001 roku.
  - 1996 Droga do świtu (Passage to Dawn), wyd. w języku polskim w 2001 roku.
- Trylogia Ścieżki Mroku
  - 1998 Bezgłośna klinga (The Silent Blade), wyd. w języku polskim w 2002 roku.
  - 1999 Grzbiet świata (The Spine of the World), wyd. w języku polskim w 2004 roku.
  - 2001 Morze mieczy (Sea of Swords), wyd. w języku polskim w 2004 roku.
- Trylogia Klingi Łowcy
  - 2002 Tysiąc Orków (The Thousand Orcs), wyd. w języku polskim w 2004 roku.
  - 2003 Samotny Drow (The Lone Drow), wyd. w języku polskim w 2006 roku.
  - 2004 Dwa Miecze (The Two Swords), wyd. w języku polskim w 2006 roku.
- Saga Najemnicy
  - 2000 Sługa Reliktu (Servant of the Shard); pierwotnie trzecia księga Ścieżki Mroku, wyd. w języku polskim w 2004 roku.
  - 2005 Obietnica Króla-Czarnoksiężnika (The Promise of the Witch King), wyd. w języku polskim w 2007 roku.
  - 2006 Droga Patriarchy (Road of the Patriarch) – wyd. w języku polskim w 2009 roku
- Przemiany
  - 2007 Król Orków (The Orc King) – wyd. w języku polskim w 2011 roku (premiera 16 grudnia)
  - 2008 The Pirate King
  - 2009 The Ghost King
- Stone of Tymora (napisany wraz z synem Geno Salvatore)
  - 2008 Stowaway
  - 2009 The Shadowmask
  - 2010 The Sentinels
- Neverwinter
  - 2010 Gauntlgrym
  - 2011 Neverwinter Wood
  - 2012 Charon's Claw
  - 2013 The Last Threshold
- The Sundering – autor jednej pozycji spośród sześciu tworzących cykl
  - 2013 The Companions – book 1 of The Sundering
- Companions Codex
  - 2014 Night of the Hunter
  - 2014 Rise of the King
  - 2015 Vengeance of the Iron Dwarf
- Homecoming
  - 2015 Archmage
  - 2016 Maestro

#### Według wewnętrznej chronologii cyklu
- - 1297 DR – 1328 DR Ojczyzna (Homeland)
  - 1338 DR – 1340 DR Wygnanie (Exile)
  - 1340 DR – 1347 DR Nowy Dom (Sojourn)
  - 1351 DR – 1356 DR Kryształowy relikt (The Crystal Shard)
  - 1356 DR Strumienie srebra (Streams of Silver)
  - 1356 DR – 1357 DR Klejnot Halflinga (The Halfling's Gem)
  - 1357 DR Dziedzictwo (The Legacy)
  - 1357 DR Bezgwiezdna noc (Starless Night)
  - 1358 DR Mroczne oblężenie (Siege of Darkness)
  - 1361 DR Kantyczka (Canticle)
  - 1361 DR Mroki puszczy (In Sylvan Shadows)
  - 1361 DR Nocne Maski (Night Masks)
  - 1361 DR – 1362 DR Zdobyta Forteca (The Fallen Fortress)
  - 1362 DR Klątwa chaosu (The Chaos Curse)
  - 1364 DR Droga do świtu (Passage to Dawn)
  - 1364 DR Bezgłośna klinga (The Silent Blade)
  - 1365 DR – 1369 DR Grzbiet świata (The Spine of the World)
  - 1366 DR Sługa Reliktu (Servant of the Shard)
  - 1369 DR – 1370 DR Morze mieczy (Sea of Swords)
  - 1370 DR Tysiąc Orków (The Thousand Orcs)
  - 1370 DR Samotny Drow (The Lone Drow)
  - 1370 DR – 1371 DR Dwa Miecze (The Two Swords)
  - 1370 DR Obietnica Króla-Czarnoksiężnika (The Promise of the Witch King)
  - 1370 DR – 1371 DR Droga Patriarchy (Road of the Patriarch)
  - 1371 DR – 1471 DR Król orków (The Orc King)
  - 1376 DR – 1377 DR The Pirate King
  - 1385 DR The Ghost King
  - 1409 DR – 1462 DR Gauntlgrym

### Inne serie
- Chronicles of Ynis Aielle
  - 1990 Echoes of the Fourth Magic
  - 1991 The Witch's Daughter
  - 2000 Bastion of Darkness
- Opowieść Włócznika
  - 1993 Leśne zacisze (The Woods out Back), wyd. w języku polskim w 2001 roku.
  - 1994 Sztylet Smoka (The Dragon’s Dagger), wyd. w języku polskim w 2001 roku.
  - 1995 Powrót Zabójcy Smoka (Dragonslayer Returns), wyd. w języku polskim w 2001 roku.
- Karmazynowy Cień
  - 1994 Miecz rodu Bedwyrów (The Sword of Bedwyr), wyd. w języku polskim w 2000 roku.
  - 1996 Gra Luthiena (Luthien's Gamble), wyd. w języku polskim w 2000 roku.
  - 1996 Król Smok (The Dragon King), wyd. w języku polskim w 2000 roku.
- Wojny Demona
  - 1997 Przebudzenie Demona (The Demon Awakens), wyd. w języku polskim w 2000 roku.
  - 1998 Duch Demona (The Demon Spirit), wyd. w języku polskim w 2000 roku.
  - 1999 Apostoł Demona (The Demon Apostle), wyd. w języku polskim w 2001 roku.
  - 2000 Mortalis (Mortalis), wyd. w języku polskim w 2002 roku.
- Gwiezdne wojny
  - 2000 Wektor Pierwszy (Vector Prime), wyd. w języku polskim w 2000 roku.
  - 2002 Atak klonów (Attack of The Clones), wyd. w języku polskim w 2002 roku.
- Wojny Demona (Saga Druga)
  - 2001 Panowanie (Ascendance), wyd. w języku polskim w 2003 roku.
  - 2001 Transcendence
  - 2003 Immortalis
  - 2009 Nero
- Saga pierwszego króla (Saga of the First King)
  - 2004 Droga wojownika (The Highwayman) wyd. w języku polskim w 2011 roku.
  - 2008 The Ancient
  - 2009 The Dame
  - 2010 The Bear

### Opowiadania
- The First Notch – opublikowane w Dragon Magazine numer 152 (1989)
- A Sparkle for Homer – opublikowane w Halflings, Hobbits, Warrows, and Weefolk (1991)
- Mroczne Zwierciadło – opublikowane w Krainach Chwały (1993)
- The Third Level – opublikowane w Realms of Infamy (1994)
- Guenhwyvar – opublikowane w Krainach Magii (1995)
- The Coach With Big Teeth – opublikowane w Otherwere (1996)
- Gods' Law – opublikowane w Tales of Tethedril (1998)
- Mather's Blood – opublikowane w Dragon Magazine numer 252 (1998)
- Ten Przedziwny Miecz – opublikowane w Krainach Cienia (2002)
- Three Ships – opublikowane w Demons Wars: Trial By Fire Comic TP (2003)
- Empty Joys – opublikowane w The Best of the Realms (2003)
- The Dowry – opublikowane w The Highwayman (2004)
- Wickless In the Nether – opublikowane w Realms of Dragons (2004)
- Comrades at Odds – opublikowane w Realms of the Elves (2006)
- If Ever They Happen Upon My Lair – opublikowane w Dragons: World Afire (2006)
- Bones and Stones – opublikowane w Realms of War (2008)